# Catarómetro
Un catarómetro es un instrumento utilizado para la determinación de la composición de una mezcla de gases. Es un detector de conductividad térmica.
El equipo se compone de dos tubos paralelos que contienen el gas de las bobinas de calefacción. Los gases son examinados comparando la velocidad de la pérdida de calor de las bobinas de calefacción en el gas. Las bobinas están dispuestas dentro de un circuito de puente que tiene resistencia a los cambios debido al desigual enfriamiento que puede ser medido. Un canal contiene normalmente un gas de referencia  y la mezcla que se analiza pasa a través del otro canal.
El principio de funcionamiento se basa en la conductividad térmica de un gas, que es inversamente proporcional con su peso molecular. Puesto que varios de los componentes de las mezclas de gas tienen masa generalmente diversa es posible estimar las concentraciones relativas. El hidrógeno tiene aproximadamente seis partes de la conductividad del nitrógeno por ejemplo.
Los catarómetros se utilizan en medicina para el análisis del funcionamiento pulmonar y en la cromatografía de gases. Los resultados son más lentos de obtener comparado al del espectrómetro de masa, pero el dispositivo es económico, y tiene buena exactitud cuando de gases se trata, y cuando lo que interesa es únicamente la proporción de los componentes.
A continuación se muestra una tabla de los gases más comunes; como se puede notar, el monóxido de carbono tiene una masa atómica casi idéntica al nitrógeno molecular; por lo tanto, es prácticamente imposible distinguirlos con un catarómetro.
| Nombre del gas      | Composición química | Masa (g/mol) |
| ------------------- | ------------------- | ------------ |
| Hidrógeno           | H2                  | 2,01586      |
| Oxígeno             | O2                  | 31.998       |
| Vapor de agua       | H2O                 | 17.0069      |
| Nitrógeno           | N2                  | 28.014       |
| Dióxido de carbono  | CO2                 | 44.009       |
| Monóxido de carbono | CO                  | 28.010       |
| Metano              | CH4                 | 16.0426      |